# Sun Yanyan
Sun Yanyan (chiń. 孙艳艳; ur. 10 lutego 1973) – chińska judoczka.
Uczestniczka turniejów międzynarodowych. Złota medalistka mistrzostw Azji w 1993 i brązowa w 1995 roku.